# V8 Supercar 2006
V8 Supercar 2006 kördes över 34 race, varav fyra endurancerace. Två av dessa var med en förare, medan på Sandown och Bathurst 1000 delades bilarna av två förare. Rick Kelly blev mästare. Han vann bara ett race, men var jämnast av alla.

## Delsegrare
| Bana             | Vinnare       | Märke  | Vinnare        | Märke  | Vinnare           | Märke  |
| ---------------- | ------------- | ------ | -------------- | ------ | ----------------- | ------ |
| Adelaide         | Craig Lowndes | Ford   | Jamie Whincup  | Ford   | -                 | -      |
| Pukekohe         | Mark Skaife   | Holden | Garth Tander   | Holden | Mark Skaife       | Holden |
| Barbagallo       | Mark Skaife   | Holden | Dean Canto     | Holden | Mark Skaife       | Holden |
| Winton           | Jason Bright  | Ford   | Jason Richards | Holden | Craig Lowndes     | Ford   |
| Hidden Valley    | Mark Skaife   | Holden | Jason Bright   | Ford   | Craig Lowndes     | Ford   |
| Ipswich          | Garth Tander  | Holden | Mark Skaife    | Holden | Garth Tander      | Holden |
| Oran Park        | Todd Kelly    | Holden | Mark Skaife    | Holden | Craig Lowndes     | Ford   |
| Surfers Paradise | Todd Kelly    | Holden | Garth Tander   | Holden | Rick Kelly        | Holden |
| Symmons Plains   | Jason Bright  | Ford   | Garth Tander   | Holden | Garth Tander      | Holden |
| Sakhir           | Jason Bright  | Ford   | Garth Tander   | Holden | Todd Kelly        | Holden |
| Phillip Island   | Todd Kelly    | Holden | Todd Kelly     | Holden | Mark Winterbottom | Ford   |

### Omgångsvinnare
| Bana             | Vinnare        | Märke  | Tvåa              | Märke  | Trea              | Märke  |
| ---------------- | -------------- | ------ | ----------------- | ------ | ----------------- | ------ |
| Adelaide         | Jamie Whincup  | Ford   | Rick Kelly        | Holden | Todd Kelly        | Holden |
| Pukekohe         | Mark Skaife    | Holden | Mark Winterbottom | Ford   | Russell Ingall    | Ford   |
| Barbagallo       | Jason Richards | Holden | Mark Skaife       | Holden | Craig Lowndes     | Ford   |
| Winton           | Craig Lowndes  | Ford   | Jason Bright      | Ford   | Rick Kelly        | Holden |
| Hidden Valley    | Craig Lowndes  | Ford   | Garth Tander      | Holden | Rick Kelly        | Holden |
| Ipswich          | Garth Tander   | Holden | Jason Bright      | Ford   | Craig Lowndes     | Ford   |
| Oran Park        | Craig Lowndes  | Ford   | Rick Kelly        | Holden | James Courtney    | Ford   |
| Surfers Paradise | Todd Kelly     | Holden | Mark Winterbottom | Ford   | Rick Kelly        | Holden |
| Symmons Plains   | Garth Tander   | Holden | Jason Bright      | Ford   | Mark Winterbottom | Ford   |
| Sakhir           | Jason Bright   | Ford   | Todd Kelly        | Holden | Garth Tander      | Holden |
| Phillip Island   | Todd Kelly     | Holden | Mark Winterbottom | Ford   | Mark Skaife       | Holden |

### Endurancerace
| Bana          | Vinnare                        | Märke | Tvåor                 | Märke  | Treor                       | Märke |
| ------------- | ------------------------------ | ----- | --------------------- | ------ | --------------------------- | ----- |
| Sandown       | Mark Winterbottom Jason Bright | Ford  | Rick Kelly Todd Kelly | Holden | Craig Lowndes Jamie Whincup | Ford  |
| Bathurst 1000 | Craig Lowndes Jamie Whincup    | Ford  | Rick Kelly Todd Kelly | Holden | James Courtney Glenn Seton  | Ford  |

## Slutställning
| Plats | Förare            | Märke  | Poäng |
| ----- | ----------------- | ------ | ----- |
| 1     | Rick Kelly        | Holden | 3308  |
| 2     | Craig Lowndes     | Ford   | 3271  |
| 3     | Mark Winterbottom | Ford   | 3089  |
| 4     | Garth Tander      | Holden | 2965  |
| 5     | Jason Bright      | Ford   | 2868  |
| 6     | Todd Kelly        | Holden | 2815  |
| 7     | Steven Richards   | Holden | 2740  |
| 8     | Russell Ingall    | Ford   | 2708  |
| 9     | Steven Johnson    | Ford   | 2357  |
| 10    | Jamie Whincup     | Ford   | 2347  |